# Puszczka
Puszczka – część wsi Dziegciarnia w Polsce, położona w województwie wielkopolskim, w powiecie pilskim, w gminie Łobżenica.
Puszczka wchodzi w skład sołectwa Dziegciarnia.
W latach 1975–1998 Puszczka administracyjnie należała do województwa pilskiego.